# Словенија на Зимским олимпијским играма 2006.
Словенија је учествовала на Зимским олимпијским играма које су одржане 2006. године у Торину, Италија. Ово је било пето учешће словеначких спортиста на Зимским олимпијским играма, од када је постала самостална земља. Словенију је представљало 36 такмичара (23 мушкарца и 13 жена) који су се такмичили у 38 дисциплина у 9 спортова.
Најмлађи у словеначкој делегацији био је ски скакач Рок Бенковић са 19 година и 326 дана, а најстарији биатлонац Јанез Ожболт 35 год. 184 дана.
Заставу Словеније на свечаном отварању Олимпијских игара 2006. носила је биатлонка Тадеја Бранкович, а на затварању нордијски скијаш Нејц Бродар.
Такмичари Словеније на овим играма нису освојили ниједну медаљу.
| Спорт                 | Мушкарци | Жене | Укупно |
| --------------------- | -------- | ---- | ------ |
| Алпско скијање        | 6        | 5    | 11     |
| Биатлон               | 4        | 4    | 8      |
| Нордијска комбинација | 1        | 0    | 1      |
| Скијашко трчање       | 2        | 3    | 5      |
| Санкање               | 1        | 0    | 1      |
| Скијашки скокови      | 4        | 0    | 4      |
| Слободно скијање      | 0        | 1    | 1      |
| Сноубординг           | 4        | 0    | 4      |
| Уметничко клизање     | 1        | 0    | 1      |
| Укупно(9)             | 23       | 13   | 36     |

## Резултати по дисциплинама

### Алпско скијање
У алско скијању Словенија је имала 11 представника 6 мушкараца и пет жена. Иако у Светском купу нема словеначких скијаша међу првих 20, они су у Торину остварили шест пласмана међу првих 20, а најбоље пласирани је био Митја Валенчич који је у велеслалому заузео 12 место. Код жена Тина Мазе 5 у велеслалом Светског купа, овде је била 12, али је зато Ана Древ остварила најбољи пласман од словеначких представника 9 место, јер је у другој вожњи имала 5 резултат.

#### Жене
| Дисциплина   | Такмичар        | Резултати     | Резултати     | Резултати     | Резултати     | Резултати           |
| Дисциплина   | Такмичар        | 1. вожња      | 2. вожња      | Укупно        | Заостатак     | Плас./учес. (укуп.) |
| ------------ | --------------- | ------------- | ------------- | ------------- | ------------- | ------------------- |
| Ана Древ     | Велеслалом      | 1:02,45 (18)  | 1:09,22 (5)   | 2:11,67       | +2,48         | 9 / 43 (67)         |
| Ана Древ     | Супервелеслалом |               |               | 1:37,92       | +5,45         | 45 / 51 (56)        |
| Тина Мазе    | Велеслалом      | 1:01,97 (10)  | 1:09,86 (13)  | 2:11,83       | +2,64         | 12 / 43 (67)        |
| Тина Мазе    | Супервелеслалом |               |               | 1:36,64       | +4,17         | 39 / 51 (56)        |
| Ана Кобал    | Слалом          | 44,36 (22)    | 48,53 (27)    | 1:32,89       | +3,85         | 25 / 51 (64)        |
| Петра Робник | Спуст           |               |               | 1:59,66       | +3,17         | 25 / 40 (45)        |
| Петра Робник | Супервелеслалом |               |               | 1:35,10       | +2,63         | 29 / 51 (56)        |
| Петра Робник | Комбинација     | 1:25,38 (18)  | 1:32,02 (19)  | 2:57,40       | +6,32         | 21 / 30 (45)        |
| Уршка Рабич  | Спуст           |               |               | Није завршила | Није завршила | Није завршила       |
| Уршка Рабич  | Супервелеслалом |               |               | 1:34,12       | +1,65         | 18 / 51 (56)        |
| Уршка Рабич  | Комбинација     | Није завршила | Није завршила | Није завршила | Није завршила | Није завршила       |

#### Мушкарци
| Дисциплина      | Такмичар        | Резултати    | Резултати    | Резултати    | Резултати    | Резултати           |
| Дисциплина      | Такмичар        | 1. вожња     | 2. вожња     | Укупно       | Заостатак    | Плас./учес. (укуп.) |
| --------------- | --------------- | ------------ | ------------ | ------------ | ------------ | ------------------- |
| Алеш Горза      | Супервелеслалом |              |              | 1:33,77      | +3,12        | 33 / 56 (63)        |
| Алеш Горза      | Велеслалом      | Није завршио | Није завршио | Није завршио | Није завршио | Није завршио        |
| Алеш Горза      | Слалом          | Није завршио | Није завршио | Није завршио | Није завршио | Није завршио        |
| Алеш Горза      | Комбинација     | 1:41,31 (29) | 1:31,60 (14) | 3:12,91      | +3,56        | 15 / 35 (60)        |
| Драго Грубелник | Слалом          | 54,87 (19)   | 50,82 (11)   | 1:45,69      | +2,55        | 13 / 47 (97)        |
| Бернард Вајдич  | Велеслалом      | Није завршио | Није завршио | Није завршио | Није завршио | Није завршио        |
| Бернард Вајдич  | Слалом          | 55,16 (=22)  | 51,27 (19)   | 1:46,43      | +3,29        | 19 / 47 (97)        |
| Митја Валенчич  | Велеслалом      | 1:18,10 (14) | 1:19,29 (13) | 2:37,39      | +2,39        | 12 / 41 (82)        |
| Митја Валенчич  | Слалом          | Није завршио | Није завршио | Није завршио | Није завршио | Није завршио        |
| Андреј Јерман   | Спуст           |              |              | 1:51,70      | +2,90        | 28 / 53 (55)        |
| Андреј Јерман   | Супервелеслалом |              |              | 1:33,20      | +2,55        | 28 / 56 (63)        |
| Андреј Јерман   | Комбинација     | 1:40,62 (20) | 1:33,18 (22) | 3:13,80      | +4,45        | 19 / 35 (60)        |
| Андреј Шпорн    | Спуст           |              |              | 1:52,17      | +3,37        | 31 / 53 (55)        |
| Андреј Шпорн    | Супервелеслалом |              |              | 1:31,84      | +1,19        | 15 / 56 (63)        |
| Андреј Шпорн    | Комбинација     | 1:39,67 (7)  | 1:43,86 (33) | 3:23,53      | +14,18       | 30 / 35 (60)        |

### Биатлон
Словенија у биатлону имала 8 представника (4 мушкара и 4 жене) Најбољи пласман је остварила женска штафета освајањем шестог места

#### Жене
| Такмичарка                                                  | Дисциплина    | Резултати           | Резултати                            | Резултати                                                  | Резултати    | Резултати      |
| Такмичарка                                                  | Дисциплина    | Време               | Промашаји                            | Резултат                                                   | Заостатак    | Пласман/учес.  |
| ----------------------------------------------------------- | ------------- | ------------------- | ------------------------------------ | ---------------------------------------------------------- | ------------ | -------------- |
| Тадеја Бранкович                                            | спринт        |                     | 2 (1+1)                              | 24:14,1                                                    | 1:42,7       | 31 / 83 (84)   |
| Тадеја Бранкович                                            | потера        |                     | 5 (1+1+1+2)                          | 42:42,12                                                   | 5:58,5       | 36 / 41 (60)   |
| Тадеја Бранкович                                            | појединачно   | 43:14,4             | 6 (0+2+1+3)                          | 49:14,4                                                    | 6:14,8       | 36 / 30 (30)   |
| Теја Грегорин                                               | Спринт        |                     | 0 (0+0)                              | 23:31,2                                                    | 59,8         | = 14 / 83 (84) |
| Теја Грегорин                                               | потера        |                     | 2 (0+1+1+0)                          | 40:20,16                                                   | 3:36,5       | 16 / 41 (60)   |
| Теја Грегорин                                               | појединачно   | 50:03,7             | 3 (0+2+0+1)                          | 53,03,7                                                    | 3:39,6       | 18 / 81 (82)   |
| Теја Грегорин                                               | масовни старт |                     | 0 (0+0)                              | 21:32,6                                                    | 3:16,2       | 19 / 30 (30)   |
| Дијана Грудичек                                             | спринт        |                     | 3 (1+2)                              | 25:28,6                                                    | 2:57,2       | 55 / 83 (84)   |
| Дијана Грудичек                                             | потера        | престигнута за круг | 8 (2+0+4+2)                          | Нема пласман                                               | Нема пласман | Нема пласман   |
| Дијана Грудичек                                             | појединачно   | 51:01,3             | 4 (0+1+1+2)                          | 55:01,3                                                    | 5:37,2       | 30 / 81 (82)   |
| Андреја Мали                                                | спринт        |                     | 3 (1+2)                              | 26:02,5                                                    | 3:31,1       | 59 / 83 (84)   |
| Андреја Мали                                                | потера        | престигнута за круг | 3 (1+1+1+0)                          | Нема пласман                                               | Нема пласман | Нема пласман   |
| Андреја Мали                                                | појединачно   | 52:46,0             | 1 (1+0+0+0)                          | 53:46,0                                                    | 4:21,9       | 21 / 81 (82)   |
| Теја Грегорин Андреја Мали Дијана Грудичек Тадеја Бранкович | штафета       |                     | 1+11 0+0 0+0 0+0 0+1 0+2 0+2 0+3 1+3 | 1:19:55,7 19:45,2 (7) 20:09,8 (10) 19:44,5 (2) 20:16,2 (9) | 3:43,2       | 6 / 18 (18)    |

#### Мушкарци
| Такмичарка                                            | Дисциплина  | Резултати | Резултати                                            | Резултати                                                    | Резултати | Резултати     |
| Такмичарка                                            | Дисциплина  | Време     | Промашаји                                            | Резултат                                                     | Заостатак | Пласман/учес. |
| ----------------------------------------------------- | ----------- | --------- | ---------------------------------------------------- | ------------------------------------------------------------ | --------- | ------------- |
| Клемен Бауер                                          | спринт      |           | 2 (0+1)                                              | 30:09,3                                                      | 3:57,7    | 69 //88 (90)  |
| Клемен Бауер                                          | појединачно | 57:25,5   | 5 (0+1+3+1)                                          | 1:02,25,5                                                    | 8:02,5    | 60 / 87 (89)  |
| Јанез Марич                                           | спринт      |           | 3 (2+1)                                              | 28:28,6                                                      | 2:17,0    | 37 /88 (90)   |
| Јанез Марич                                           | потера      |           | 4 (0+1+1+2)                                          | 39:42,4                                                      | 4:22,2    | 37 / 54 (60)  |
| Јанез Марич                                           | појединачно | 54:53,0   | 5 (2+2+1+0)                                          | 59:53,0                                                      | 5:30,0    | 40 / 87 (89)  |
| Јанез Ожболт                                          | спринт      |           | 2 (1+1)                                              | 30:08,8                                                      | 3:57,2    | 68 /88 (90)   |
| Јанез Ожболт                                          | појединачно | 58:18,5   | 5 (2+2+0+1)                                          | 1:03:18,5                                                    | 8:55.5    | 69 / 87 (89)  |
| Матјаж Поклукар                                       | спринт      |           | 3 (1+2)                                              | 30:00,6                                                      | 3:49,0    | 64 /88 (90)   |
| Матјаж Поклукар                                       | појединачно | 57:07,6   | 3 (0+1+1+1)                                          | 1:00:07,6                                                    | 5:44,6    | 40 / 87 (89)  |
| Јанез Марич Јанез Ожболт Клемен Бауер Матјаж Поклукар | штафета     |           | 11 (0+4 1+6) (0+3 0+1) (0+0 0+1) (0+1 1+3) (0+0 0+1) | 1:25:01,4 21:19,3 (7) 20:57,9 (12) 21:39,9 (10) 21:04,3 (11) | 2:31,9    | 10 / 17 (17)  |

### Нордијска комбинација
Дамјан Втич је био једини словеначки такмичар у који је учествовао у две дисциплине нордијске комбинације у Торину 2006. Његов најбољи пласма било је 34. место у спринту.
| Дамјан Втич | спринт                | 107,8 | 17 | 1:12 | 20:35,9 +2:06,9 | 34 |
| Дамјан Втич | Гундерсен појединачно | 217,0 | 23 | 3:02 | 45:36,9 +5:52,3 | 40 |

### Санкање
Домен Поциеха је био једини словеначки санкаш у Торину. Заузео је 26. место.

#### Мушкарци
| Такмичар      | Дисциплина | 1 вожња  | 1 вожња | 2 вожња  | 2 вожња | 3 вожња  | 3 вожња | 4 вожња  | 4 вожња | Укупно   | Пласман      |
| Такмичар      | Дисциплина | Резултат | Пласман | Резултат | Пласман | Резултат | Пласман | Резултат | Пласман | Укупно   | Пласман      |
| ------------- | ---------- | -------- | ------- | -------- | ------- | -------- | ------- | -------- | ------- | -------- | ------------ |
| Домен Поциеха | Једносед   | 53,141   | 34      | 53,073   | 31      | 53,039   | 29      | 53,072   | 28      | 3:32,325 | 26 / 35 (36) |

### Скијашки скокови
Словенија је бранила олимпијску и светску бронзану медаљу у екипним скоковима, али је у Торину постигла слабе резултате, тако да су се скачаки тешко успеваки да се квалификују за другу серију скокова. Рок Бенковић, који је бранио светску титулу на малој скакаоници имао је веома лош први скок у финалу и заузео тек 49 место. Најбољи појединац је био Јернеј Дамјан, са 28. местом на великој скакаоници.
| Такмичар                                                | Дисциплина                    | Квалификације | Квалификације | Финале                      | Финале   | Финале            | Финале            | Финале            | Финале  |
| Такмичар                                                | Дисциплина                    | Резултат      | Пласман       | 1 серија                    | 1 серија | 2 серија          | 2 серија          | Укупно            | Место   |
| Такмичар                                                | Дисциплина                    | Резултат      | Пласман       | Резултат                    | Пласман  | Резултат          | Пласман           | Укупно            | Место   |
| ------------------------------------------------------- | ----------------------------- | ------------- | ------------- | --------------------------- | -------- | ----------------- | ----------------- | ----------------- | ------- |
| Рок Бенковић                                            | Мала скакаоница појединачно   | 108,0         | 28 КВ         | 91,5                        | 49       | Није се пласирао  | Није се пласирао  | Није се пласирао  | 49 / 69 |
| Рок Бенковић                                            | Велика скакаоница појединачно | 84,5          | 26 КВ         | 99,9                        | 22 КВ    | 90,4              | 29                | 190,3             | 29 / 69 |
| Јернеј Дамјан                                           | Мала скакаоница појединачно   | 114,5         | 21 КВ         | 109,0                       | 35       | Није се пласирао  | Није се пласирао  | Није се пласирао  | 35 / 69 |
| Јернеј Дамјан                                           | Велика скакаоница појединачно | 105,9         | 7 КВ          | 97,2                        | 27 КВ    | 95,0              | 27                | 192,2             | 28 / 69 |
| Роберт Крањец                                           | Мала скакаоница појединачно   | 102.0         | 14 АК         | 105,5                       | 41       | Није се пласирао  | Није се пласирао  | Није се пласирао  | 41 / 69 |
| Роберт Крањец                                           | Велика скакаоница појединачно | 106,7         | 13 КВ         | 63,1                        | 49       | Није се пласирао  | Није се пласирао  | Није се пласирао  | 49 /69  |
| Примож Петерка                                          | Мала скакаоница појединачно   | 117,0         | 16 КВ         | 118,5                       | 23 КВ    | 96,5              | 30                | 215,0             | 30 / 69 |
| Примож Петерка                                          | Велика скакаоница појединачно | 93,1          | 14 КВ         | 92,0                        | 34       | Није се пласирао  | Није се пласирао  | Није се пласирао  | 34 / 69 |
| Рок Бенковић Роберт Крањец Примож Петерка Јернеј Дамјан | екипно                        |               |               | 390,4 95,3 74,4 108,5 112,2 | 10       | Нису се пласирали | Нису се пласирали | Нису се пласирали | 10 / 16 |

Напомена: АК указује је скакач на основу ранијих листи аутоматски квалификован за финале.

### Скијашко трчање
Петра Мајдич је најбоље пласирани словеначки ски тркач у трци на 10 км класично била је 6. У спринту се пласирала у Б финале где је заузела 8 место.

#### Жене
| Дисциплина     | Такмичарка     | Резултат           | Пласман            |
| -------------- | -------------- | ------------------ | ------------------ |
| Маја Бенедичич | 10 км класично | 33:41,3            | 65 / 72            |
| Маја Бенедичич | 15 км потера   | 46:51,1            | 39 / 67            |
| Маја Бенедичич | 30 км слободно | Није завршила трку | Није завршила трку |
| Петра Мајдич   | 10 км класично | 28:22,3            | 6 / 72             |
| Петра Мајдич   | 15 км потера   | 43:41,7            | 11 / 67            |
| Петра Мајдич   | 30 км слободно | 1:25:22,5          | 14 / 62            |

| Дисциплина                  | Такмичарке    | Квалификације | Квалификације | Четвртфинале      | Четвртфинале      | Полуфинале        | Полуфинале        | Финале            | Финале        |
| Дисциплина                  | Такмичарке    | Резултат      | Пласман/учес. | Резултат          | Пласман/учес      | Резултат          | Пласман/учес.     | Резултат          | Пласман/учес. |
| --------------------------- | ------------- | ------------- | ------------- | ----------------- | ----------------- | ----------------- | ----------------- | ----------------- | ------------- |
| Весна Фабјан                | Спринт        | 2:20,34       | 40            | Није се пласирала | Није се пласирала | Није се пласирала | Није се пласирала | Није се пласирала | 40 / 66       |
| Петра Мајдич                | Спринт        | 2:14,62       | 6 КВ          | 2:17,7            | 2 КВ              | 2:18,72           | 4                 | Б финале 2:21,5   | 8 / 66        |
| Маја Бенедечич Весна Фабјан | Спринт екипно |               |               |                   |                   | 18:59,5           | 7 у пф 1          | Нису се пласирале | 14 / 16       |

#### Мушкарци
| Дисциплина  | Такмичарка     | Резултат  | Пласман |
| ----------- | -------------- | --------- | ------- |
| Нејц Бродар | 30 км потера   | 1:22:23,9 | 45 / 77 |
| Нејц Бродар | 50 км слободно | 2:07:24,5 | 31 / 82 |
| Јоже Мехле  | 15 км класично | 42:56,9   | 59 / 99 |
| Јоже Мехле  | 30 км потера   | 1:24:13.6 | 55 / 77 |
| Јоже Мехле  | 50 км слободно | 2:13:37.1 | 55 / 82 |

| Дисциплина             | Такмичари     | Квалификације | Квалификације | Четвртфинале     | Четвртфинале     | Полуфинале       | Полуфинале       | Финале            | Финале        |
| Дисциплина             | Такмичари     | Резултат      | Пласман/учес. | Резултат         | Пласман/учес     | Резултат         | Пласман/учес.    | Резултат          | Пласман/учес. |
| ---------------------- | ------------- | ------------- | ------------- | ---------------- | ---------------- | ---------------- | ---------------- | ----------------- | ------------- |
| Нејц Бродар            | Спринт        | 2:21,94       | 39            | Није се пласирао | Није се пласирао | Није се пласирао | Није се пласирао | Није се пласирао  | 39 / 80       |
| Јоже Мехле             | Спринт        | 2:27,02       | 56            | Није се пласирао | Није се пласирао | Није се пласирао | Није се пласирао | Није се пласирао  | 56 / 80       |
| Нејц Бродар Јоже Мехле | Спринт екипно |               |               |                  |                  | 18:34.4          | 8 у пф 1         | Нису се пласирали | 16 / 25       |

### Слободно скијање
Миха Гале је требало да се такмичи, али је одустао после повреде на тренигу, остављајући Нину Беднарик као једини словеначки такмичар у слободни скијаш у Торину.
| Такмичар      | Дисциплина | Квалификације  | Квалификације  | Финале            | Финале            |
| Такмичар      | Дисциплина | Поени          | Пласман        | Поени             | Пласман           |
| ------------- | ---------- | -------------- | -------------- | ----------------- | ----------------- |
| Нина Беднарик | Могул      | 19,54          | 24 / 30        | Није се пласирала | Није се пласирала |
| Миха Гале     | Скокови    | Није стартовао | Није стартовао | Није стартовао    | Није стартовао    |

### Сноубординг
Мушкарци

#### Паралел велеслалом
| Такмичар         | Квалификације | Квалификације | Осмина финала                          | Осмина финала           | Четвртфинале         | Четвртфинале            | Полуфинале                          | Полуфинале              | Финале                               | Финале                   | Пласман     |
| Такмичар         | Време         | Место         | Противник                              | Време                   | Противник            | Време                   | Противник                           | Време                   | Противник                            | Време                    | Пласман     |
| ---------------- | ------------- | ------------- | -------------------------------------- | ----------------------- | -------------------- | ----------------------- | ----------------------------------- | ----------------------- | ------------------------------------ | ------------------------ | ----------- |
| Дејан Кошир      | 1:11,10       | 8 КВ          | Сједињене Америчке Државе · Jewell (1) | Поб -0,30 (+0,29 -0,59) | Швајцарска · Шох (2) | Пор +1,27 (+0,59 +0,68) | 5-8 места · Швајцарска · Жаке (5)   | Поб -4,55 (-0,85 +5,40) | За 5 место · Швајцарска · Инигер (3) | Пор. +0,42 (+0,94 -0,52) | 6 /29 (31)  |
| Рок Фландер      | 1:11,18       | 10 КВ         | Француска · Ије (7)                    | Поб -0,53 (-1,35 +0,82) | Швајцарска · Шох (2) | Пор +1,07 (+1,35 -0,28) | 5-8 места · Швајцарска · Инигер (3) | Пор +0,14 (-0,18 +0.32) | За 7 место · Швајцарска · Жаке (5)   | Пор. -0,41 (-0,12 -0,29) | 7 / 29 (31) |
| Изидор Шустершич | 1:12,96       | 21            | Није се квалификовао                   | Није се квалификовао    | Није се квалификовао | Није се квалификовао    | Није се квалификовао                | Није се квалификовао    | Није се квалификовао                 | Није се квалификовао     | 21 /29 (31) |
| Томаж Кнафељ     | 1:14,87       | 26            | Није се квалификовао                   | Није се квалификовао    | Није се квалификовао | Није се квалификовао    | Није се квалификовао                | Није се квалификовао    | Није се квалификовао                 | Није се квалификовао     | 26 /29 (31) |

### Уметничко клизање
Словенија је имала само једног представника Грегора Урбаса, који је заузео 29 место
| Клизач/ица   | Дисциплина  | Кратки програм | Кратки програм | Слободни састав  | Слободни састав  | Укупно           | Укупно       |
| Клизач/ица   | Дисциплина  | Оцене          | Пласман        | Оцене            | Пласман          | Оцене            | Пласман      |
| ------------ | ----------- | -------------- | -------------- | ---------------- | ---------------- | ---------------- | ------------ |
| Грегор Урбас | појединачно | 46,48          | 29             | Није се пласирао | Није се пласирао | Није се пласирао | 29 / 30 (30) |